# Chinatown Nights (1929)
Chinatown Nights is een Amerikaanse misdaadfilm uit 1929 onder regie van William A. Wellman. Destijds werd de film in Nederland uitgebracht onder de titel Geheimen van Chinatown.

## Verhaal
De welgestelde Joan Fry wordt verliefd op Chuck Riley, de blanke leider van een dievenbende in Chinatown. Ze verlaat Chuck, als ze hem niet kan overreden om zijn leven te beteren. Joan raakt vervolgens aan lagerwal. Chuck gaat zich verantwoordelijk voelen voor haar lot.

## Rolverdeling
| Acteur         | Personage      |
| -------------- | -------------- |
| Wallace Beery  | Chuck Riley    |
| Florence Vidor | Joan Fry       |
| Warner Oland   | Boston Charley |
| Jack McHugh    | Shadow         |
| Jack Oakie     | Reporter       |